# Солодников, Николай Николаевич (врач)
Николай Николаевич Солодников (1 ноября 1902, Омск — 1976, Омск) — советский психиатр, в 1927—1971 годах — главный врач Омской областной психиатрической клинической больницы с 2002 года носящей его имя, в 1931—1934 годах заведующий кафедры психиатрии Омского медицинского университета. Заслуженный врач РСФСР (1956).

## Биография
Родился в 1902 году в городе Омске. В 1920 году окончил Омскую советскую школу № 15.
В 1925 году окончил Омский медицинский институт.
С 1 октября 1925 года начал работу в должности ординатора психиатрической клиники Омского медицинского института, в 1927 года ассистент кафедры.
В апреле 1927 года был назначен главным врачом Омской областной психиатрической клинической больницы.
Одновременно он остается ассистентом кафедры, с мая 1931 года до осени 1934 года — заведующий кафедрой психиатрии, доцент.
В период Великой Отечественной войны одновременно с июля 1941 по апрель 1945 года — начальник Омского эвакуационного госпиталя № 1251.
После войны продолжал возглавлять больницу до выхода на заслуженный отдых в 1971 году.
В 1957—1964 годах избирался депутатом Омского областного Совета депутатов трудящихся 6-9 созывов.
Умер в 1976 году в Омске.
Похоронен на Ново-Восточном кладбище.

## Звания и награды
- Знак «Отличник здравоохранения» (1944)[3]
- Медаль «За доблестный труд в Великой Отечественной войне 1941—1945 гг.» (1945)[4]
- Орден Трудового Красного Знамени (1945)[5]
- Медаль «20 лет Победы в Великой Отечественной войне 1941 - 1945 гг.» (1956)[6]
- Звание «Заслуженный врач РСФСР» (1956)
- Орден «Знак Почёта» (1961)[7]
- Орден Ленина (1966)[8]

## Память
С 2002 года Клиническая психиатрическая больница Омской области носит имя Н. Н. Солодникова, на здании больницы открыта мемориальная доска.